# NGC 3125
NGC 3125 is een onregelmatig sterrenstelsel in het sterrenbeeld Luchtpomp. Het hemelobject werd op 30 maart 1835 ontdekt door de Britse astronoom John Herschel.

## Synoniemen
- ESO 435-41
- MCG -5-24-22
- AM 1004-294
- TOL 3
- IRAS10042-2941
- PGC 29366